# Bertil Wetzelsberger
Bertil Wetzelsberger (* 7. Mai 1892 in Ried im Innkreis; † 28. November 1967 in Stuttgart) war ein österreichischer Dirigent und Intendant.

## Leben und Werk
Bertil Wetzelsberger war ausgebildet am Konservatorium der Wiener Philharmonie Gesellschaft bei Karl Prohaska und Franz Schalk. 1920 wirkte er als Assistent von Richard Strauss an der Wiener Staatsoper und hatte in dieser Zeit auch Kontakte zu Arnold Schönberg und seinen Kreis.
Er wirkte seit 1933 vornehmlich in Deutschland als Dirigent, Generalmusikdirektor und Intendant an Theatern in Stuttgart, Frankfurt am Main, München und Nürnberg. In Frankfurt am Main wirkte er auch als Direktor des Hochschen Konservatoriums.
Er galt als Experte für zeitgenössische Musik und hat mehrere Ur- und Erstaufführungen von Werken Carl Orffs dirigiert, darunter dessen Carmina Burana am 8. Juni 1937 in Frankfurt am Main. Seine Grabstätte befindet sich auf dem Pragfriedhof Stuttgart.